# Excelsior Township (Iowa)
Excelsior Township est un township, du comté de Dickinson en Iowa, aux États-Unis,. 

## Source de la traduction
- (en) Cet article est partiellement ou en totalité issu de l’article de Wikipédia en anglais intitulé « Excelsior Township, Dickinson County, Iowa » (voir la liste des auteurs).